# Quorum dei Dodici
Nel movimento mormone, il Quorum dei Dodici (noto anche come  Consiglio dei Dodici,  Quorum dei Dodici Apostoli,  Consiglio dei Dodici Apostoli o i  Dodici) fu uno degli organi di governo (quorum) della gerarchia della Chiesa organizzato dal fondatore del movimento, Joseph Smith, e modellato in base ai dodici apostoli di Cristo (vedere Marco 3). I membri sono considerati essere apostoli, con una speciale vocazione a essere ambasciatori evangelici nel mondo.
I Dodici erano progettati per essere un organismo di "consiglieri viaggianti" con giurisdizione nelle aree dove la Chiesa non era formalmente organizzata (aree del mondo fuori da Sion o i suoi pali periferici), eguale in autorità alla  Prima presidenza così come ai Settanta, al sommo consiglio presidente permanente e i sommi consigli dei vari pali. (Dottrina e Alleanze 107:25-27, 36-37).
Dopo la morte di Joseph Smith il 27 giugno 1844, si formò uno scisma permanente nel movimento, portando alla formazione di varie Chiese, molte delle quali conservarono una qualche versione di questo alto consiglio dei dodici apostoli.

## Il Quorum dei dodici apostoli nella Chiesa di Gesù Cristo dei santi degli ultimi giorni
Nella Chiesa di Gesù Cristo dei santi degli ultimi giorni, il Quorum dei dodici è ufficialmente chiamato il  Quorum dei dodici apostoli.